# Arkadiusz Onyszko
Arkadiusz ("Arek") Onyszko (Lublin, 12 januari 1974) is een Poolse voormalige voetbaldoelman.
Onyszoko speelde twee wedstrijden voor de nationale ploeg van Polen en zat in de selectie van Polen voor de Olympische Spelen in Barcelona, waar de ploeg de zilveren medaille won. Onyszoko was bij het olympisch toernooi tweede keuze achter Aleksander Kłak.
Op 2 maart 2009 werd Onyszko door de Deense politie gearresteerd op verdenking van de mishandeling van zijn ex-vrouw. In juni 2009 werd hij veroordeeld tot drie maanden cel. Op de dag van zijn veroordeling werd hij door zijn Poolse werkgever ontslagen.
Enkele dagen later tekende hij een contract bij de Deense eersteklasser FC Midtjylland. Op 2 november werd hij echter alweer op staande voet ontslagen, dit keer vanwege het uitbrengen van een boek waarin hij de aanval opent op homoseksuelen en vrouwelijke sportcommentatoren.

## Erelijst
Polen
- Olympische Spelen

Barcelona 1992 →  zilveren medaille
| Logo van de Olympische Spelen | Goud | Zilver | Brons | Logo van de Olympische Spelen |
|                               | 0    | 1      | 0     |                               |